# FIRA-Nationenpokal 1970/71
Der FIRA-Nationenpokal 1970/71 (engl. FIRA Nations Cup) war ein Wettbewerb für europäische Nationalmannschaften in der Sportart Rugby Union. Es handelte sich um die elfte Ausgabe der vom Verband FIRA organisierten Rugby-Union-Europameisterschaft sowie um die sechste Ausgabe unter diesem Namen. Beteiligt waren acht Mannschaften, die in zwei Divisionen eingeteilt waren. Den Europameistertitel gewann zum zehnten Mal Frankreich.

## Modus
Tabellenpunkte: Für einen Sieg gab es drei Punkte, für ein Unentschieden zwei Punkte, bei einer Niederlage einen Punkt.
Spielpunkte: 3 Punkte für einen Versuch, 2 Punkte für eine Erhöhung, 3 Punkte für einen Strafstoß, 3 Punkte für ein Dropgoal, 3 Punkte für ein Goal from mark.

## Erste Division
|    | Land       | Spiele | Siege | Unent. | Ndlg. | Spiel- punkte | Diff. | Tabellen- punkte |
| -- | ---------- | ------ | ----- | ------ | ----- | ------------- | ----- | ---------------- |
| 1. | Frankreich | 3      | 3     | 0      | 0     | 57:19         | + 38  | 9                |
| 2. | Rumänien   | 3      | 2     | 0      | 1     | 60:20         | + 40  | 7                |
| 3. | Marokko    | 3      | 1     | 0      | 2     | 11:37         | − 26  | 5                |
| 4. | Italien    | 3      | 0     | 0      | 3     | 25:77         | − 52  | 0                |

| 29. November 1970 | Rumänien | 3 : 14 | Frankreich | Stadionul Dinamo, Bukarest |
| 29. November 1970 |          |        |            | Stadionul Dinamo, Bukarest |

| 20. Dezember 1970 | Marokko | 3 : 6 | Frankreich A | Stade du C.O.C., Casablanca |
| 20. Dezember 1970 |         |       |              | Stade du C.O.C., Casablanca |

| 21. Februar 1971 | Italien | 6 : 8 | Marokko | Stadio Militare dell’Arenaccia, Neapel |
| 21. Februar 1971 |         |       |         | Stadio Militare dell’Arenaccia, Neapel |

| 28. Februar 1971 | Frankreich A | 37 : 13 | Italien | Stade du Ray, Nizza |
| 28. Februar 1971 |              |         |         | Stade du Ray, Nizza |

| 11. April 1971 | Rumänien | 32 : 6 | Italien | Stadionul Dinamo, Bukarest |
| 11. April 1971 |          |        |         | Stadionul Dinamo, Bukarest |

| 9. Mai 1971 | Marokko | 0 : 25 | Rumänien | Stade du C.O.C., Casablanca |
| 9. Mai 1971 |         |        |          | Stade du C.O.C., Casablanca |

## Zweite Division

### Gruppe A
|    | Land             | Spiele | Siege | Unent. | Ndlg. | Spiel- punkte | Diff. | Tabellen- punkte |
| -- | ---------------- | ------ | ----- | ------ | ----- | ------------- | ----- | ---------------- |
| 1. | Tschechoslowakei | 2      | 2     | 0      | 0     | 28:3          | + 25  | 6                |
| 2. | Jugoslawien      | 2      | 0     | 0      | 2     | 3:28          | − 25  | 2                |

| 24. Oktober 1970 | Tschechoslowakei | 19 : 3 | Jugoslawien | Havířov |
| 24. Oktober 1970 |                  |        |             | Havířov |

| 21. Januar 1971 | Jugoslawien | 0 : 9 | Tschechoslowakei | Zagreb |
| 21. Januar 1971 |             |       |                  | Zagreb |

### Gruppe B
|    | Land     | Spiele | Siege | Unent. | Ndlg. | Spiel- punkte | Diff. | Tabellen- punkte |
| -- | -------- | ------ | ----- | ------ | ----- | ------------- | ----- | ---------------- |
| 1. | Spanien  | 2      | 2     | 0      | 0     | 23:0          | + 23  | 6                |
| 2. | Portugal | 2      | 0     | 0      | 2     | 0:23          | − 23  | 1                |

| 20. Dezember 1970 | Spanien | 17 : 0 | Portugal | Estadio Nacional Universidad Complutense, Madrid |
| 20. Dezember 1970 |         |        |          | Estadio Nacional Universidad Complutense, Madrid |

| 21. Januar 1971 | Portugal  | 0 : 6 | Spanien |  |
| 21. Januar 1971 | (forfait) |       |         |  |

### Finalrunde
|    | Land             | Spiele | Siege | Unent. | Ndlg. | Spiel- punkte | Diff. | Tabellen- punkte |
| -- | ---------------- | ------ | ----- | ------ | ----- | ------------- | ----- | ---------------- |
| 1. | Tschechoslowakei | 2      | 2     | 0      | 0     | 37:18         | + 19  | 4                |
| 2. | Spanien          | 2      | 1     | 0      | 1     | 50:12         | + 38  | 2                |
| 3. | Belgien          | 2      | 0     | 0      | 2     | 12:69         | − 57  | 0                |

| 18. April 1971 | Belgien | 0 : 44 | Spanien | Heysel-Stadion (Annex), Brüssel |
| 18. April 1971 |         |        |         | Heysel-Stadion (Annex), Brüssel |

| 25. April 1971 | Spanien | 6 : 12 | Tschechoslowakei | Estadio Nacional Universidad Complutense, Madrid |
| 25. April 1971 |         |        |                  | Estadio Nacional Universidad Complutense, Madrid |

| 8. Mai 1971 | Tschechoslowakei | 25 : 12 | Belgien | Stadion Josefa Kohouta, Říčany |
| 8. Mai 1971 |                  |         |         | Stadion Josefa Kohouta, Říčany |

Die Tschechoslowakei steigt in die erste Division auf.